# هانس روز
هانس روز (بالألمانية: Hans Rose)‏ هو رجل غواصة ألماني، ولد في 15 أبريل 1885 في تشارلوتنبرغ في ألمانيا، وتوفي في 6 ديسمبر 1969 في إسن في ألمانيا.